# Kostel Panny Marie Sněžné (Praha)
Chrám Panny Marie Sněžné je kostel na Jungmannově náměstí čp. 753/18 na Novém Městě pražském, v těsném sousedství Václavského náměstí. Založen byl pozdějším císařem Karlem IV. Současná podoba chrámu zahrnuje z původního monumentálního projektu pouze kněžiště (presbytář) a ambit.

## Historie

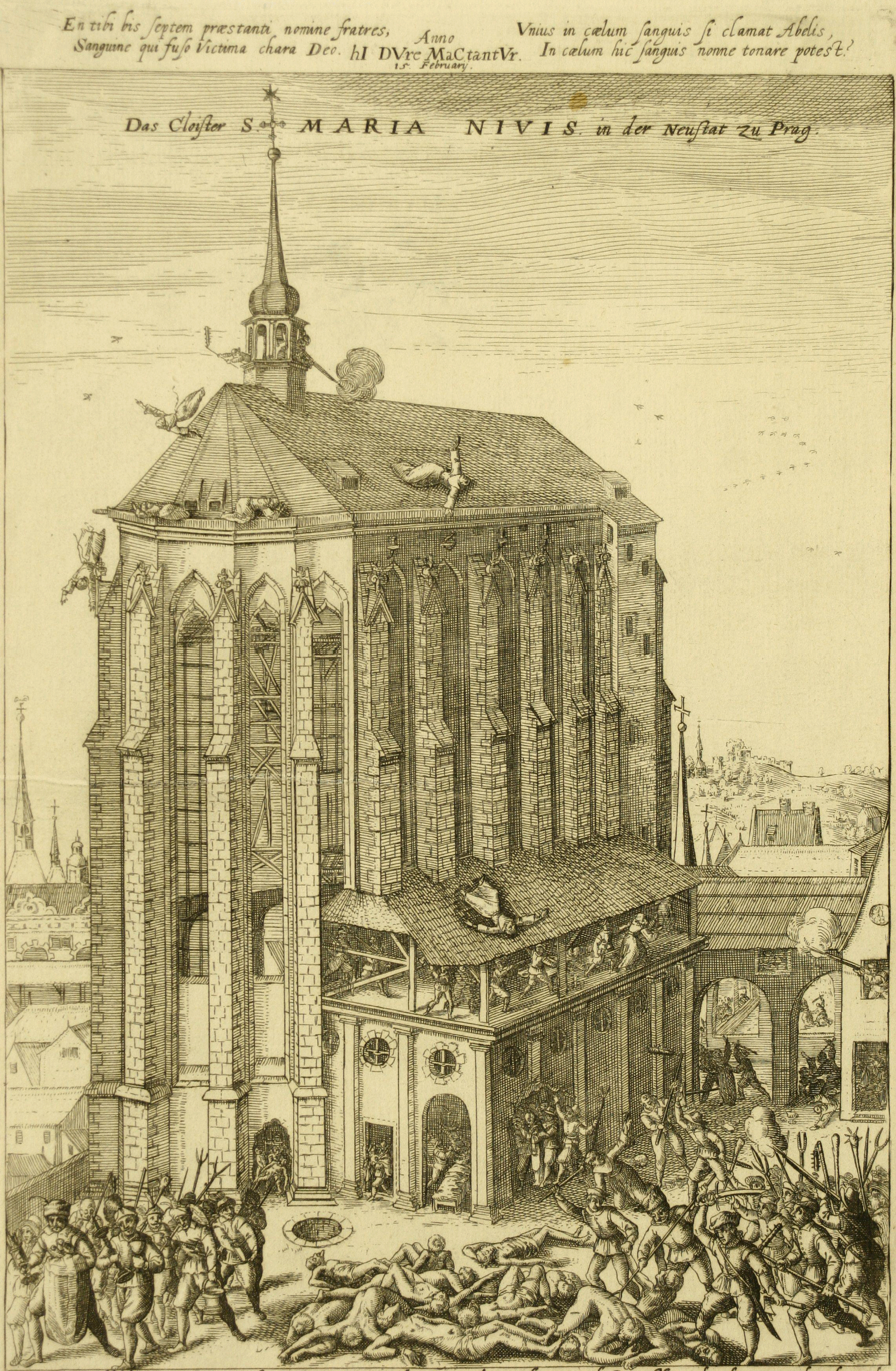
Pražská lůza drancuje klášter během vpádu pasovských

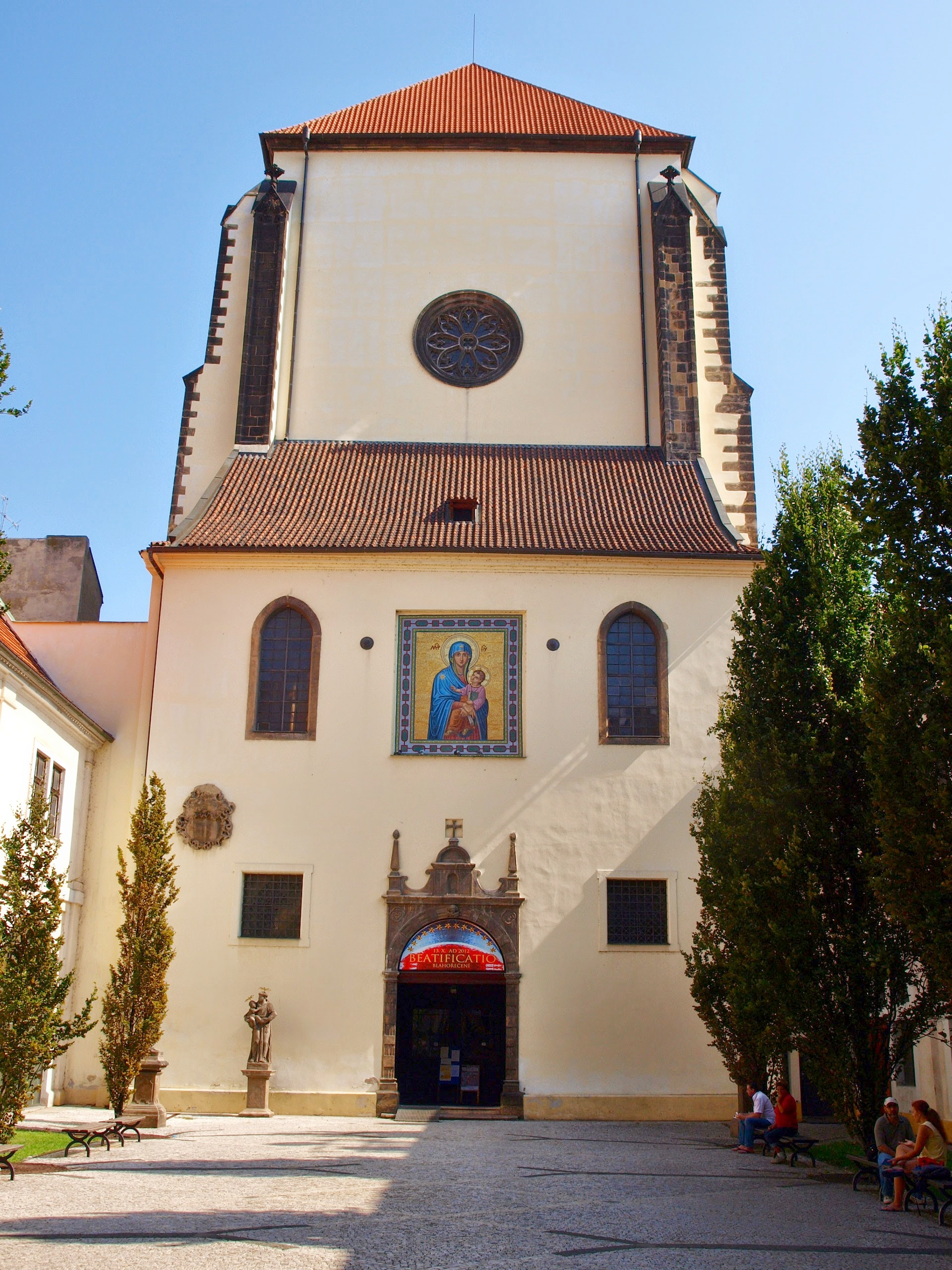
Vstupní portál chrámu

Chrám Panny Marie Sněžné byl založen roku 1347 Karlem IV. (podle dobových zápisů byl založen dne 3. září 1347, tedy jeden den po korunovaci Karla IV. a Blanky z Valois) jako trojlodní bazilika a budoucí korunovační chrám s klášterní svatyní řádu karmelitánů. Karel IV. daroval spolu se založením kláštera řádu karmelitánů (který byl od roku 1245 žebravým řádem, tedy neměl vlastní statky) dřevo, z něhož byl postaven sál pro jeho korunovační hostinu, a velký pozemek. Z pronájmu severozápadní části pozemku (na němž byly postaveny domy a krámy Kurného trhu) řád dále získával finance na stavbu kostela. Další příjmy mu plynuly z odpustků a příspěvků měšťanstva.
Z původního projektu chrámu, který byl zamýšlen jako 100 metrů dlouhá dvouvěžová stavba, jejíž výška střední lodi měla dosahovat 40 metrů, byl dokončen pouze presbytář, neboli kněžiště (vysvěcené roku 1379), základy vstupní části, "krásná věž" a klášter, tedy pouhý zlomek plánované stavby chrámu, který měl soupeřit se Svatovítskou katedrálou a s klášterním kostelem cisterciáků na Zbraslavi.
Stavba věže a lodi síňového chrámu byla podle zjištění archeologického výzkumu Julie Richterové z roku 1981 zahájena počátkem 15. století, ale přerušily ji husitské války. V té době zde působil husitský kazatel Jan Želivský. Staveniště kostela bylo nalezeno na dnešním Jungmannově náměstí vedle Jungmannova pomníku a pod ním. Během husitských válek byl objekt poničen (mimo jiné z věže sestřelen zvon), dále pak zůstal řeholníky opuštěn, pustl a chátral. Koncem 15. století se řeholníci vrátili, ale neměli kde bydlet. Roku 1566 došlo ke zřícení gotické klenby kostela.
Roku 1603 císař Rudolf II. daroval klášter s kostelem františkánům. Roku 1611 za vpádu pasovských vojsk zfanatizovaná lůza klášter napadla a povraždila čtrnáct mnichů, kteří byli roku 2012 blahořečeni jako Čtrnáct pražských mučedníků.
Kostel byl dostavěn roku 1625 a téhož roku 14. května vysvěcen pražským arcibiskupem Arnoštem Harrachem, vnitřní zařízení pokračovalo až do 2. poloviny 17. století, kdy byl dostavěn také klášter. Na nádvoří vyrostla jednolodní porciunkulová kaple (při rekonstrukci kláštera počátkem 20. století zbořená).
Po roce 1606 se nedokončený a zchátralý komplex dočkal oprav od svých nových majitelů – bosých františkánů, jimž císař Rudolf II. ruinu postoupil. Zřícená gotická klenba byla nahrazena renesanční konstrukcí (síťová renesanční klenba s malbami hvězdné oblohy, Panny Marie, Nejsvětější Trojice a svatých) a byla zbudována vstupní přístavba s kruchtou. Presbytář původně zamýšlené stavby dnes slouží jako kostel. Se svou výškou 31,5 metru je jednou z nejvyšších chrámových staveb v Praze. Klášter byl obnoven v barokním slohu až po polovině 17. století. Zbytky gotického zdiva postranních lodí zůstaly zachovány v barokních kaplích zasvěcených Panně Marii a Janu Nepomuckému.

### Program záchrany architektonického dědictví
V rámci Programu záchrany architektonického dědictví bylo v letech 1995-2014 na opravu památky čerpáno 4 900 000 Kč.
| rok    | 1995  | 1996  | 1997 |
| ------ | ----- | ----- | ---- |
| částka | 3 400 | 1 000 | 500  |

## Exteriér

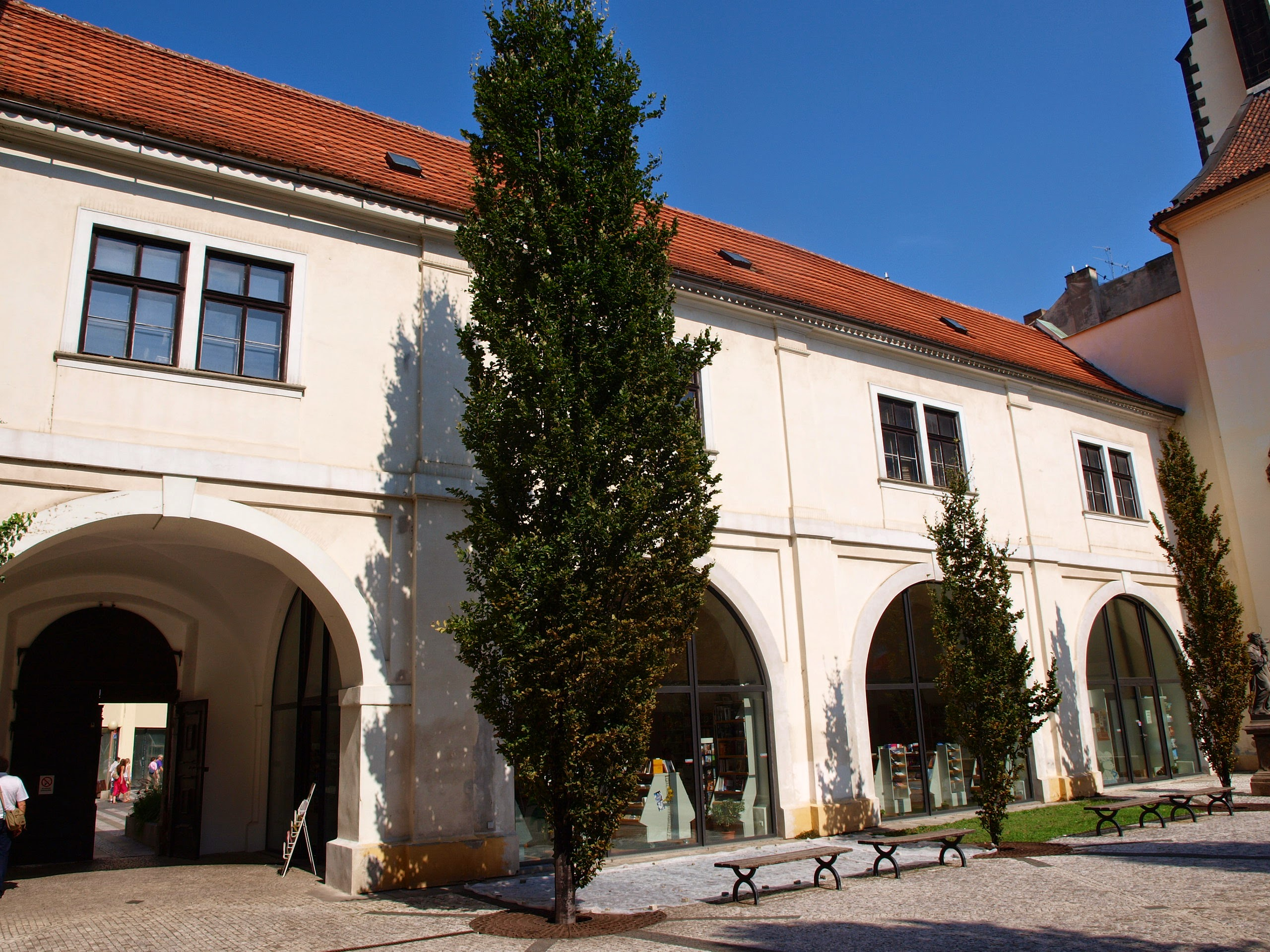
Ambit před chrámem

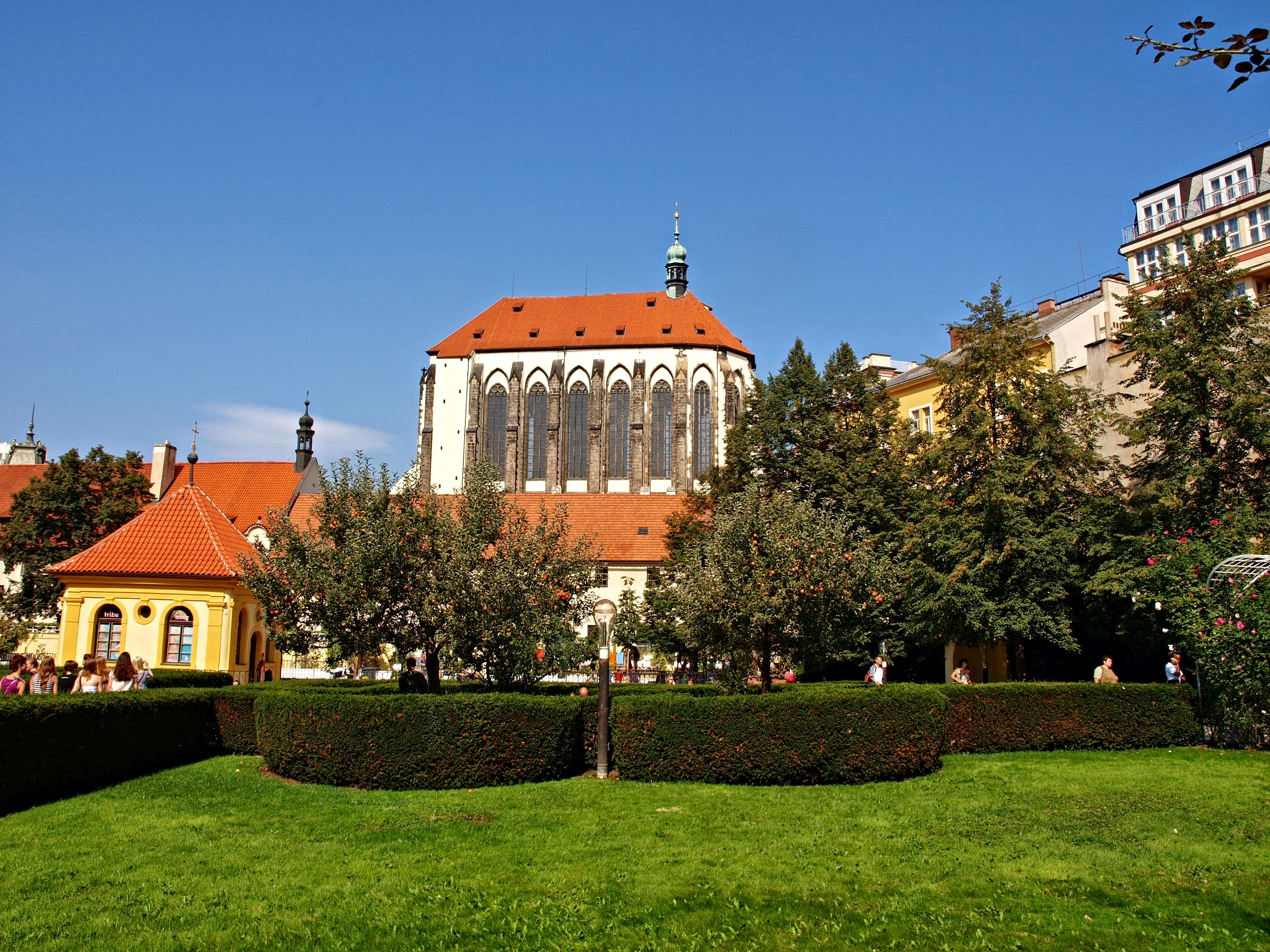
Pohled na kostel Panny Marie Sněžné z Františkánské zahrady

Nad renesančním vstupním portálem byl při generální obnově chrámu roku 1900 doplněn mozaikový obraz Panny Marie Sněžné od Viktora Foerstera a výše nad ním je v průčelí zčásti původní gotické rozetové okno.
Na severní straně hlavního chóru se nachází podstatně nižší boční loď. Z té se zachovaly jen obvodové stěny. Zatímco hlavní chór je vystavěn na principu v podstatě "skeletové" konstrukce (okna vyplňují veškerou plochu mezi opěrnými pilíři pro dosažení maximálního možného světelného efektu), boční loď má stěny mezi jednotlivými příporami bohatě vyplněny lomovým zdivem. Na některé architektonické články byl také použit odlišný kámen. Vztah mezi hlavním chórem a boční lodí je zvláštní i nelogickým zapadáním opěrného systému chóru do prostoru boční lodi, či nestejnými geometrickými vztahy jednotlivých částí stavby. V roce 1379 totiž mezi fází výstavby bočních kaplí a pozdější výstavby hlavního chóru došlo ke změně v původním stavitelském plánu. Pravděpodobně byl půdorys změněn s dodatečným rozhodnutím o podstatném zvýšení chóru.
Na západních koncích bočních lodí nám zesílené zdivo dokládá původní záměr stavby dvou věží. Existenci severní věže nám dokládají její fragmenty, které se zachovaly až dodnes. V nejzápadnějším poli severní kaple můžeme stále nalézt až 220 centimetrů široké a přes metr vysoké pozůstatky zdí a zbytky šnekového schodiště, které je zavázané v jihovýchodním koutě do zdiva kaple.
Tato věž byla patrně dostavěna už v první fázi staveb chrámu spolu se severní kaplí. Již v roce 1434 byla (dle křižovnického letopisu) pobořena a byl z ní sražen zvon. V roce 1683 došlo k jejímu definitivnímu zřícení.
Nad vstupní brankou na někdejší hřbitov byl druhotně umístěn originál (dnes již jen kopie) nikdy neosazeného tympanonu z nedokončeného chrámového portálu. Ve vysokém reliéfu je na něm zobrazen ikonografický motiv, zvaný Trůn Boží moudrosti. Na nebeském trůnu sedí Bůh Otec, který v rukou drží kříž se svým ukřižovaným synem Ježíšem Kristem, nad nímž se vznáší holubice Ducha svatého. Jde o jednu z nejvýznamnějších sochařských památek neparléřovského proudu vrcholné české gotiky. Výjev trojúhelného tympanonu dole doplňují dvě klečící postavy donátorů, které se dochovaly bez hlav, a proto poskytují prostor pro hypotézy o identifikaci. Podle jejich dvou dochovaných znaků, totiž českého dvouocasého lva a moravské šachované orlice, se dosavadní badatelé buď přiklánějí k verzi, že jde o Karla IV. a jeho první manželku Blanku z Valois (Fajt-Hlaváčková), nebo o krále Karla IV. a jeho bratra markraběte Jana Jindřicha (Opitz) nebo o krále Jana Lucemburského a jeho syna (v roce uvažované fundace těsně před jejím založením ještě pouhého moravského markraběte) Karla IV. Originál tympanonu byl sňat při opravách náměstíčka (bývalého Kurného trhu) po roce 1910 a putoval nejdříve do Lapidária Národního muzea a odtud do expozice Národní galerie v Jiřském klášteře na Pražském hradě. Po jejím zrušení byl roku 2012 odstěhován do mimopražského depozitáře.
Na nádvoří před kostelem stála Loretánská kaple, která byla ze tří stran obklopena ambity. Jejím donátorem byl Ferdinand Berchtold hrabě z Uherčic (1657–1720) s chotí Uršulou, rozenou z Vrtby. Roku 1692 byla kaple přestavěna a roku 1878 zbořena.

## Interiér

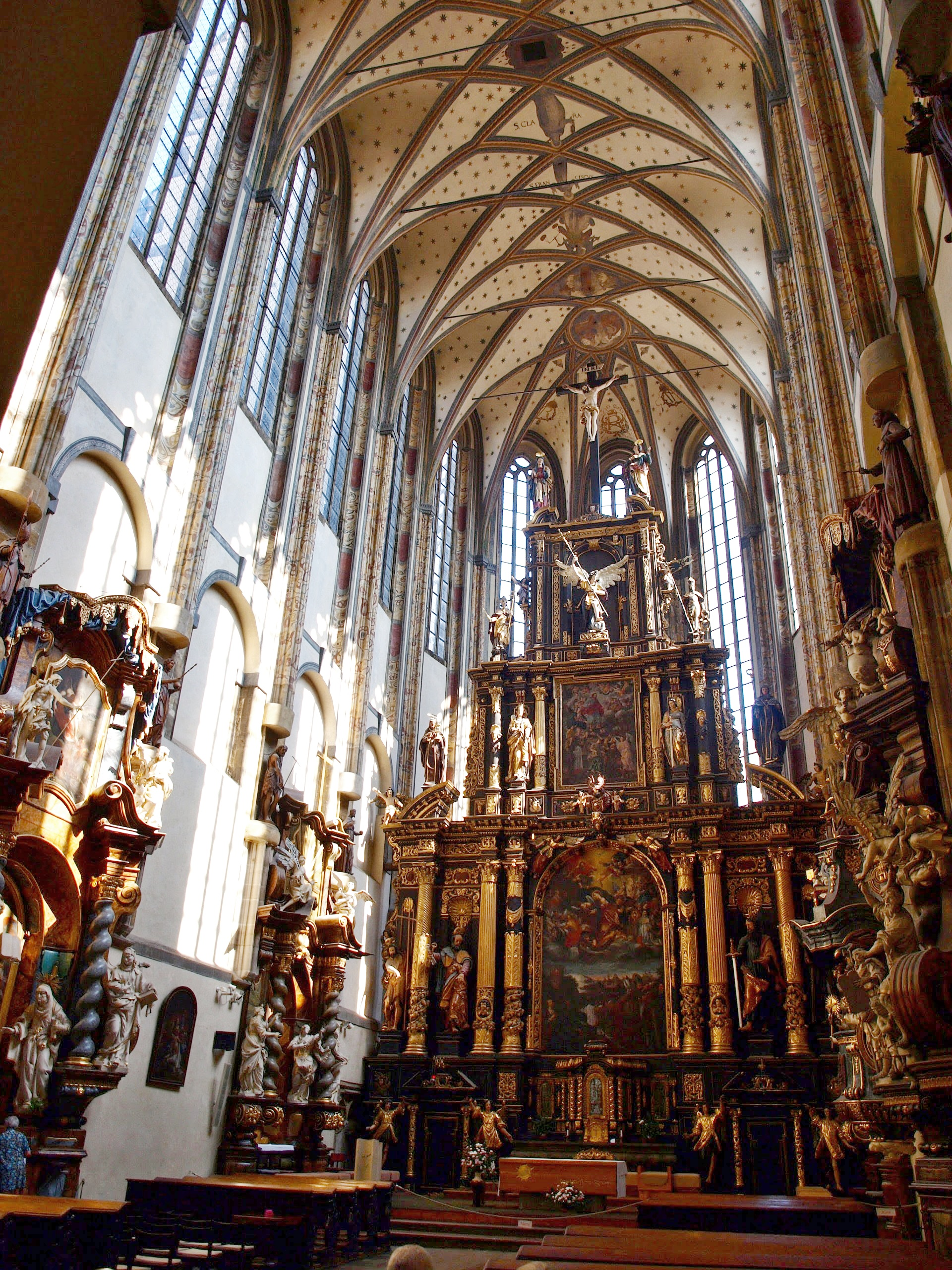
Interiér chrámu s barokním oltářem

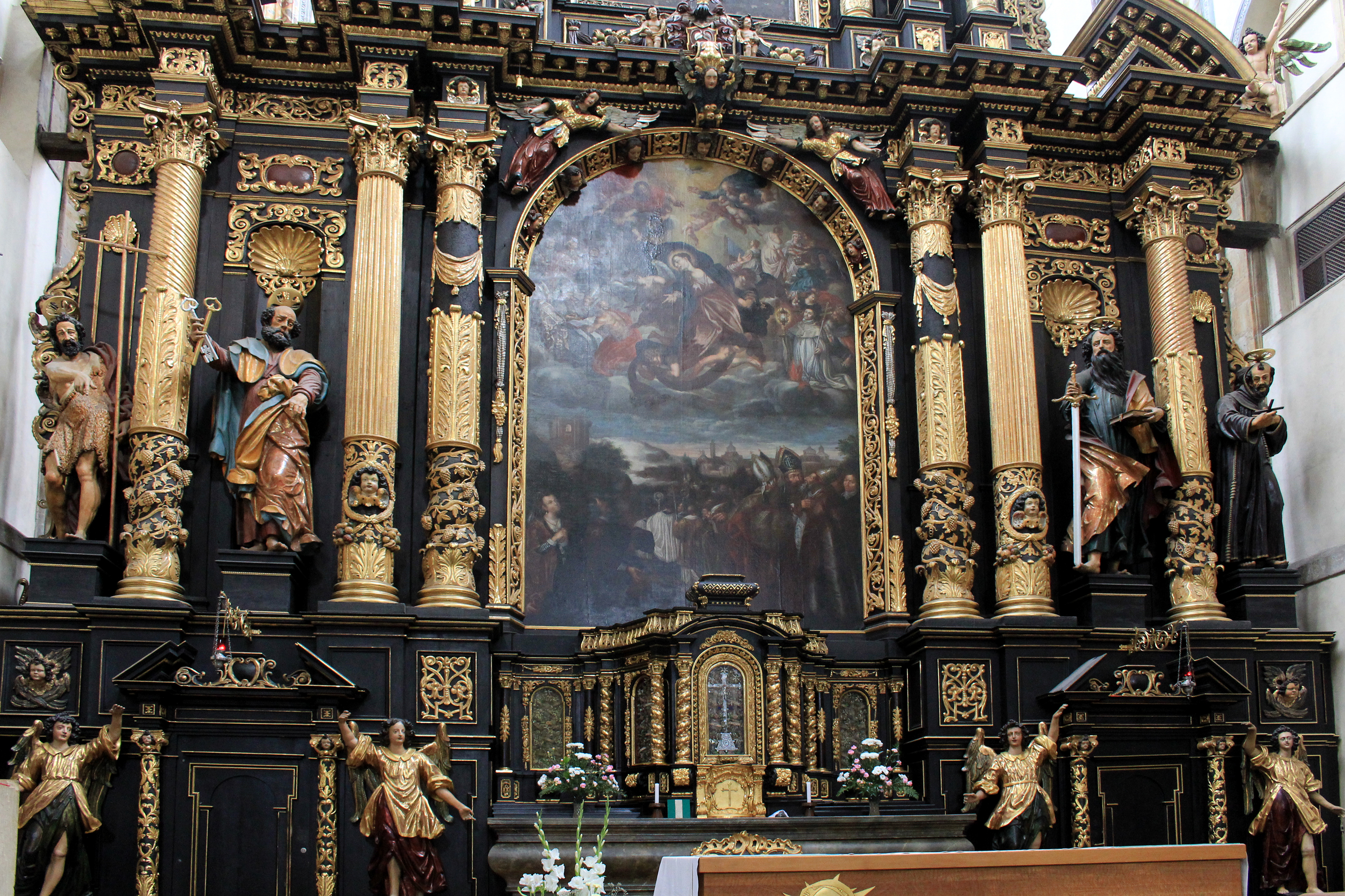
Detail oltáře

Původní výška gotické křížové žebrové klenby ve vrcholu dosahovala 34 metrů od země, za bouře roku 1542 byla část krovu shozena, roku 1543 mniši klášter opustili a zbytek kleneb byl stržen roku 1562 a zpustošení bylo dovršeno roku 1593, kdy kostel zůstal zcela bez střechy; v krovu se dochovaly jen konzoly s výběhy klenebních žeber. Když Rudolf II. roku 1603 předal klášter františkánům, hned následujícího roku začali s opravami a prostor dali zaklenout níže posazenými síťovými klenbami renesančními. Zároveň s tím byla také přirozeně snížena i okna. Stopy původních gotických kleneb lze stále pozorovat na půdě kostela. Záklenky oken jsou viditelné i zvenku. Chór byl zkrácen, uzavřen zdí s rozetovým oknem a mezi zbytky gotických věží přistavěna patrová kruchta.
Barokní movité památky:
- Hlavní oltář patří k nejvyšším oltářním architekturám v Praze (výška 29 metrů); raně barokní sloupový oltář z let 1649-1651 je završený monumentální Kalvárií, tj. sochami Ukřižovaného, sv. Jana Evangelisty a Panny Marie. Výrazné štíhlé sochy vytesal v letech 1649–1651 anonymní řezbář, ztotožněný s Arnoštem Janem Heidelbergerem. Hlavní oltářní obraz představuje legendu o založení římského kostela Panny Marie Sněžné (též Santa Maria Maggiore), autorem je pražský malíř Antonín Stevens.[5]
- První (levý) boční oltář Zvěstování Panny Marie: vrcholně barokní olejomalba Václava Vavřince Reinera: "Zvěstování Panny Marie". Ten v letech 1929–1930 restauroval akademický malíř František Fišer. Současně pro sebe vytvořil jeho kopii.
- Oltář sv. Kateřiny: obraz Disputace sv. Kateřiny, Jiří Vilém Neunherz (1727)
- Oltář sv. Františka Serafinského: Obraz Stigmatizace sv. Františka (1722)
- Dvojice kaplí sv. Antonína Paduánského a sv. Archanděla Michaela
- Cínová křtitelnice pozdně gotická, z roku 1459, z jejíhož víka byla před časem uloupena barokní soška sv. Jana Křtitele.
- Hrobky v podlaze kostela: několik slavných osobností, další těla byla uložena do krypty pod presbytářem. V chrámu jsou pohřbeni například velitel císařských vojsk Rudolfa II., hrabě Heřman Kryštof Russworm, Marie Benigna z Talmberka († 1634), Anna Kateřina Hýzrlová z Chodů († 1636); Jan Kryštof Bořek Dohalský z Dohalic († 1770); a další

- Vně po stranách vchodu do kostela: dvojice vrcholně barokních pískovcových soch sv. Jana z Boha a sv. Jana Nepomuckého, autor Jan Oldřich Mayer (1715) a sv. Antonína Paduánského
- Na levé straně vchodu do chrámu je relikviář cestovatele s českými kořeny ze 13./14. století Odorika (Oldřicha) z Pordenone. Relikvie z jeho pohřebního místa Udine byla do kostela umístěna v roce 2018.[6]

## Dobový kontext
V souvislosti s kostelem Panny Marie Sněžné bývá často odkazováno na pařížskou Sainte Chapelle. Především složitý závěr chóru a motiv soch na příporách napovídá, že se stavitelé mohli touto významnou francouzskou památkou nechat inspirovat. Další evropskou stavbou, na kterou by snad mohl kostel odkazovat, je katedrála v Kolíně nad Rýnem specifická vysokým chórem, který, stejně jako chór Panny Marie Sněžné, vpouští do vnitřních prostor velké množství světla díky výrazně proskleným stěnám. Třetím zmiňovaným odkazem bývá také chór katedrály svatého Štěpána ve francouzském Toulouse.